# نامه اول به تسالونیکیان

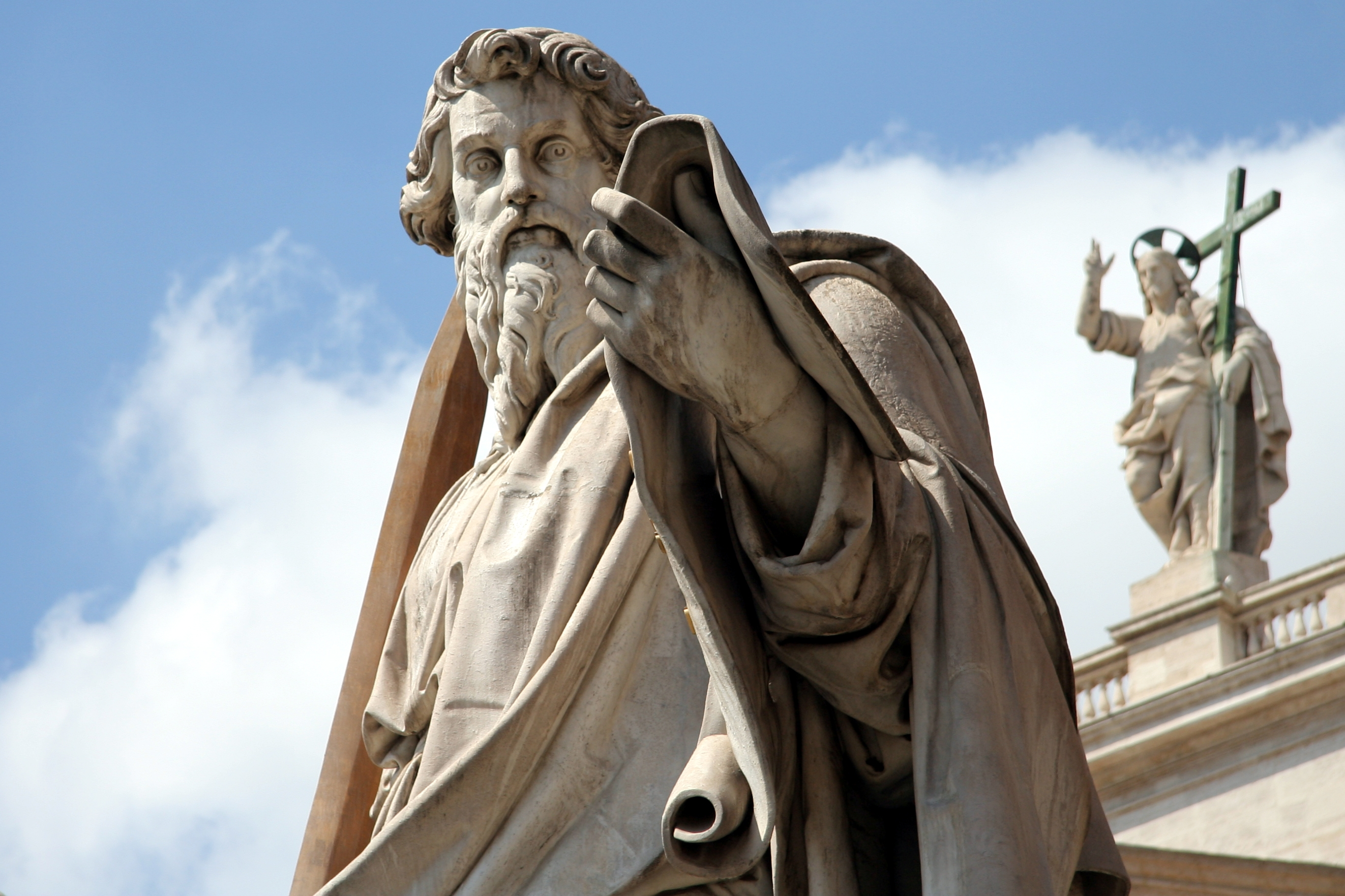
نامه اول به تسالونیکیان

معرفی نامهٔ اوّل پولُس رسول به تسالونیکیان 
تِسالونیکی (سالونیک) مرکز ایالت مقدونیه بود. پولُس پس از ترک شهر فیلیپی، به تِسالونیکی رفت و کلیسایی در آنجا بنیان نهاد. امّا دیری نپایید که یهودیان به مخالفت با او برخاستند. آنان با مشاهدهٔ موفقیت بشارتِ پولُس در میان غیریهودیان، لبریز از خشم و حسادت شدند، زیرا بسیاری از این غیریهودیان پیشتر به یهودیت گرایش داشتند. پس پولُس ناگزیر تِسالونیکی را ترک کرد و به بیریه رفت. پس از مدتی، هنگامی که در قُرِنتُس بود، از طریق همکارش تیموتائوس خبرهایی درباره مسیحیان تِسالونیکی دریافت کرد. طبق گزارش تیموتائوس، سؤالاتی دربارهٔ بازگشت مسیح برای مسیحیان تِسالونیکی پیش آمده بود. لذا پولُس قلم به‌دست می‌گیرد و این نامه را برای ایشان می‌نویسد.
او نخست، خدا را برای خبرهای خوبی که دربارهٔ ایمان و محبت آنان شنیده‌است، شکر می‌کند. نیز شیوهٔ زندگی خود را در میان آنان به یادشان می‌آورد و اشتیاق خود به دیدار مجدد ایشان را ابراز می‌دارد. همچنین اندرزشان می‌دهد که زندگی مقدّسی داشته باشند. سپس به سؤالات ایشان دربارهٔ بازگشت مسیح پاسخ می‌دهد؛ سؤالاتی از این دست: مؤمنانی که درگذشته‌اند، به‌هنگام بازگشت مسیح چه خواهند شد؟ مسیح چه وقت باز خواهد گشت؟ چگونه باید برای بازگشت مسیح آماده شد؟

## تقسیم‌بندی کلّی
۱ - مقدمه و شکرگزاری (فصل ۱)
۲ - پولُس و مسیحیان تِسالونیکی (فصل‌های ۲ و ۳)
۳ - اندرزهایی پیرامون رفتار و مَنِش مسیحی (۴:۱–۱۲)
۴ - تعالیمی پیرامون بازگشت مسیح (۴:۱۳ تا ۵:۱۱)
۵ - اندرزهای گوناگون (۵:۱۲–۲۲)
۶ - بخش پایانی (۵:۲۳–۲۸)

### اخلاق جنسی در فصل چهارم
فصل چهارم و بخش ۳–۸ بیشتر در مورد آداب و رسوم بد جنسی یونانی است و اینکه مسیحیان چگونه باید از آنها دوری کنند.
زیرا می‌دانید چه دستورهایی به شما دادیم. از طریق خداوند عیسی زیرا قدوسیت خواست خداست - برای اینکه از فسق و فجور جنسی («پورنیا») پرهیز کنید. تا هر یک از شما بداند که چگونه ظرف خود را در تقدیس و شرافت تصاحب کند، در قداست و شرافت نه در شوق امیال ناشایست. مثل ملت‌هایی که خدا را نمی‌شناسند. بداخلاقی جنسی گناهی در حق دیگران است و خداوند از کسانی که در این راه آسیب می‌بینند انتقام خواهد گرفت (۴: ۶)
ترجمه جدید:
 اراده خدا این است که شما مقدس باشید، پس از هر گناه جنسی دوری کنید. آنگاه هر یک از شما بر بدن خود مسلط خواهید شد و در قداست و شرافت زندگی خواهید کرد، نه در شهوت شهوانی مانند مشرکانی که خدا و راه‌های او را نمی‌شناسند. هرگز با توهین به همسرش به هم ایمانی خود در این مورد آسیب ندهید و فریب ندهید، زیرا خداوند انتقام همه این گناهان را می‌گیرد، همان‌طور که قبلاً به طور جدی به شما هشدار داده‌ایم. خداوند ما را به زندگی مقدس دعوت کرده‌است نه زندگی ناپاک؛ بنابراین، هرکسی که از زندگی بر اساس این قوانین امتناع کند، از تعالیم بشری اطاعت نمی‌کند، بلکه خدا را که روح القدس خود را به شما می‌دهد، طرد می‌کند.
پولس در این آیات به طور خاص بر جنسیت تمرکز می‌کند. مقدّس بودن، پرهیز از فحشا (پورنیا) و نگه داشتن بدن خود (اسکئوس، ظرف) به گونه ای مقدس و محترم است. پرهیز از فحشا جنبه منفی تقدیس است. خودکنترلی مقدس و شرافتمندانه جنبه مثبت آن است. برای واژه «پورنیا» به عنوان یک اشاره گسترده و نامعین به بداخلاقی جنسی که در کلام پولس به کار رفته‌است تفاسیر متفاوتی وجود دارد.
نامه اول به تسالونیکیان بخش ۴: ۳–۸ به مسیحیان (مرد) دستور می‌دهد که از «پورنیا» پرهیز کنند و هر کس «ظروف خود را تصاحب کند». اکثر تفاسیر «ظرف» را به عنوان یک تعبیر برای همسر می‌دانند و بنابراین فعالیت جنسی محدود به ازدواج تلقی می‌شود. اما به گفته جنیفر گلنسی پژوهشگر مسیحیت اولیه و نویسنده کتاب برده داری در مسیحیت اولیه، این چیزی نیست که پولس می‌گوید. از آنجایی که در قرن اول برده‌های خانگی به‌عنوان راه‌های «اخلاقی خنثی» برای تمایلات جنسی در نظر گرفته می‌شد، کسانی که نصایح پولس را می‌شنیدند «آن را استفاده از بردگان به‌عنوان یک راه‌حل جنسی و از نظر اخلاقی خنثی می‌دانستند». بنابراین، نمی‌توان فرض کرد که رد استفاده جنسی از بردگان توسط مسیحیان در نامه‌های پولس به طور ضمنی وجود دارد. پولس در هیچ‌کجا ممنوعیت صریح در مورد استفاده جنسی برده‌داران از برده‌ها صادر نمی‌کند.